# 密雲副都統
密雲副都統，為清朝設置於直隸密雲縣（今屬北京市密雲區）的駐防八旗主管將領官員，執掌統籌駐防旗營政務，並負擔平時巡防與戰時統兵出征之責。

## 建置
乾隆四十五年（1780年）始設於密雲縣，統轄密雲駐防。四十八年（1783年）後兼轄古北口、昌平州、玉田縣、三河縣、順義縣五處駐防旗營，下設官兵：
- 密雲駐防—協領4人、佐領16人、防禦16人、驍騎校16人、印務筆帖式2人、領催80人、前鋒220人、馬甲1,480人、步甲100人。
- 古北駐防（原隸熱河都統）—防守尉1人、防禦2人、驍騎校2人、領催12人、馬甲118人、鳥槍驍騎70人。
- 昌平駐防（原隸察哈爾都統）—防守尉1人、防禦2人、驍騎校2人、領催5人、馬甲45人。[1]
- 玉田駐防（原隸山海關副都統）—防禦1人、驍騎校2人、筆帖式1人，領催10人、馬甲90人。
- 三河駐防（原隸山海關副都統）—防禦2人、驍騎校2人、筆帖式1人，領催10人、馬甲90人。
- 順義駐防（原隸山海關副都統）—防禦2人、驍騎校1人、筆帖式1人，領催5人、馬甲45人。

## 歷任密雲副都統
| 人員       | 任職                   | 卸任                   | 旗籍                 | 爵位                     | 接任前                                   | 卸任後                                 | 備註                   |
| ---------- | ---------------------- | ---------------------- | -------------------- | ------------------------ | ---------------------------------------- | -------------------------------------- | ---------------------- |
| 宗室都爾嘉 | 乾隆四十四年九月十二日 | 乾隆四十九年三月廿六日 | 正白旗滿洲           | 奉恩將軍                 | 山海關副都統                             | 升調吉林將軍                           |                        |
| 宗室恒山保 | 乾隆四十九年三月廿六日 | 乾隆五十一年十月初二日 | 正黃旗滿洲           |                          | 正藍旗滿洲副都統                         | 熱河副都統                             |                        |
| 積善       | 乾隆五十一年十月初二日 | 乾隆五十三年三月廿八日 | 滿洲                 |                          | 正紅旗蒙古副都統                         | 因病解任                               |                        |
| 富昌       | 乾隆五十三年三月廿八日 | 乾隆五十三年八月廿六日 | 滿洲                 |                          | 鑲黃旗蒙古副都統                         | 熱河副都統                             |                        |
| 宗室恒山保 | 乾隆五十三年八月廿六日 | 乾隆五十七年四月十五日 | 正黃旗滿洲           |                          | 熱河副都統                               | 卒於任上                               |                        |
| 觀音保     | 乾隆五十七年四月十八日 | 嘉慶二年十月廿八日     | 鑲黃旗滿洲           | 三等承恩公               | 鑲黃旗滿洲副都統                         | 鑲黃旗蒙古副都統                       |                        |
| 富尼善     | 嘉慶二年十月廿八日     | 嘉慶三年二月初三日     | 鑲紅旗滿洲           |                          | 正白旗滿洲副都統                         | 調寧古塔副都統                         |                        |
| 觀音保     | 嘉慶三年二月初三日     | 嘉慶三年八月廿八日     | 鑲黃旗滿洲           | 三等承恩公               | 鑲黃旗蒙古副都統                         | 因病解任                               |                        |
| 全福       | 嘉慶三年八月廿八日     | 嘉慶六年十月           | 正黃旗滿洲           |                          | 一等侍衛                                 | 調鑲黃旗漢軍副都統                     |                        |
| 宗室永愨   | 嘉慶六年十月           | 嘉慶九年十月十九日     | 鑲藍旗滿洲           |                          | 鑲紅旗漢軍副都統                         | 調阿克蘇辦事大臣                       |                        |
| 孟住       | 嘉慶九年十月十九日     | 嘉慶九年十二月廿二日   | 正白旗滿洲           |                          | 正紅旗滿洲副都統                         | 調正黃旗滿洲副都統，襲三等承恩公       |                        |
| 宗室多善   | 嘉慶九年十二月廿二日   | 嘉慶十年十二月十八日   | 正藍旗滿洲           |                          | 正白旗滿洲副都統                         | 調成都副都統                           |                        |
| 覺羅達松阿 | 嘉慶十年十二月十八日   | 嘉慶十一年七月十七日   | 正白旗滿洲           |                          | 成都副都統                               | 調鑲黃旗漢軍副都統                     |                        |
| 佛倫保     | 嘉慶十一年七月十七日   | 嘉慶十二年十一月十一日 | 正黃旗滿洲           |                          | 鑲黃旗漢軍副都統                         | 因事解任調查，後革職                   |                        |
| 珠勒亨     | 嘉慶十二年十一月十一日 | 嘉慶十二年十一月       | 正黃旗滿洲           |                          | 鑲黃旗蒙古副都統                         | 未到任，卒                             |                        |
| 雙喜       | 嘉慶十二年十一月廿日   | 嘉慶十四年三月十九日   | 正白旗滿洲           |                          | 正黃旗漢軍副都統                         | 升調杭州將軍                           |                        |
| 菩薩保     | 嘉慶十四年三月十九日   | 嘉慶十五年正月         | 鑲黃旗滿洲           |                          | 正白旗護軍統領                           | 解任                                   |                        |
| 宗室積拉堪 | 嘉慶十五年正月初三日   | 嘉慶十五年六月十五日   | 鑲藍旗滿洲           | 已革不入八分輔國公       | 二等侍衛原任喀什噶爾參贊大臣             | 升調熱河都統                           |                        |
| 毓秀       | 嘉慶十五年六月十五日   | 嘉慶十五年八月初二日   | 鑲黃旗漢軍           | 二等昭信伯               | 熱河副都統                               | 升調熱河都統                           |                        |
| 多福       | 嘉慶十五年八月初二日   | 嘉慶十七年十二月初十日 | 正紅旗滿洲           |                          | 鑲白旗漢軍副都統火器營總統大臣兼內閣學士 | 因病解任                               | 病痊復授盛京工部侍郎   |
| 宗室興肇   | 嘉慶十七年十二月初十日 | 嘉慶十七年十二月十五日 | 鑲藍旗滿洲           | 已革奉恩輔國公           | 正紅旗蒙古副都統                         | 升調江寧將軍                           | 未到任                 |
| 策丹       | 嘉慶十七年十二月十五日 | 嘉慶廿一年十二月十九日 | 正黃旗蒙古           |                          | 鑲紅旗蒙古副都統健銳營總統大臣           | 因病解任                               |                        |
| 西淩阿     | 嘉慶廿一年十二月十九日 | 嘉慶廿三年十一月十四日 | 正黃旗滿洲           |                          | 荊州右翼副都統                           | 調青州副都統                           |                        |
| 富清阿     | 嘉慶廿三年十一月十四日 | 嘉慶廿四年九月廿四日   | 鑲黃旗蒙古           |                          | 正紅旗蒙古副都統                         | 解任交部議處                           |                        |
| 福蔭       | 嘉慶廿四年九月廿四日   | 嘉慶廿五年十月廿一日   | 正紅旗滿洲           | 三等勇勤公               | 鑲黃旗蒙古副都統                         | 調廣州漢軍副都統                       |                        |
| 阿隆阿     | 嘉慶廿五年十月廿一日   | 道光二年閏三月初八日   | 鑲黃旗滿洲           |                          | 一等侍衛大門侍衛                         | 革職逮問                               |                        |
| 松福       | 道光二年閏三月初八日   | 道光四年六月廿九日     | 正白旗滿洲           |                          | 一等侍衛                                 | 調山海關副都統                         |                        |
| 興住       | 道光四年六月廿九日     | 道光八年六月初十日     | 正黃旗蒙古           |                          | 正白旗蒙古副都統                         | 調廣州漢軍副都統                       |                        |
| 霍忠武     | 道光八年六月初十日     | 道光八年十一月廿日     | 鑲黃旗滿洲           |                          | 正藍旗蒙古副都統                         | 調西安右翼副都統                       |                        |
| 佈勒亨     | 道光八年十一月廿日     | 道光十七年正月初九日   | 正白旗滿洲           |                          | 西安右翼副都統                           | 調廣州滿洲副都統                       |                        |
| 六十五     | 道光九年四月廿七日     |                        | 正藍旗漢軍           |                          | 正藍旗漢軍副都統                         |                                        | 署理                   |
| 那丹珠     | 道光十年九月初五日     |                        | 鑲藍旗滿洲           |                          | 盛京兵部侍郎兼正黃旗漢軍副都統           |                                        | 署理                   |
| 桓格       | 道光十年十二月初十日   |                        | 鑲白旗滿洲           |                          | 鑲紅旗漢軍副都統                         |                                        | 署理                   |
| 世泰       | 道光十七年正月初九日   | 道光十七年正月十一日   | 正紅旗滿洲           |                          | 原任四川松潘鎮總兵                       | 雲南騰越鎮總兵                         | 未到任                 |
| 特依順     | 道光十七年正月十一日   | 道光十八年六月廿七日   | 正藍旗滿洲           |                          | 雲南騰越鎮總兵                           | 升調寧夏將軍                           |                        |
| 覺羅善英   | 道光十八年六月廿七日   | 道光十八年七月初四日   | 鑲紅旗滿洲           |                          | 藍翎侍衛哈密幫辦大臣                     | 因病解任                               | 未到任                 |
| 伊清額     | 道光十八年七月初四日   | 道光十八年七月初五日   |                      |                          | 正紅旗漢軍副都統                         | 正藍旗蒙古副都統                       | 未到任                 |
| 雙德       | 道光十八年七月初五日   | 道光廿八年三月廿九日   | 正藍旗滿洲           |                          | 鑲藍旗護軍統領                           | 升調察哈爾都統                         |                        |
| 德順       | 道光廿八年三月廿九日   | 道光卅年十一月初四日   | 正紅旗蒙古           |                          | 鑲黃旗蒙古副都統                         | 因事解任，後革職                       |                        |
| 宗室倫恭   | 道光卅年十一月初四日   | 咸豐三年十二月廿四日   | 正紅旗滿洲           | 奉恩將軍                 | 盛京開原城守尉                           | 正紅旗蒙古副都統                       |                        |
| 扎拉芬     | 咸豐三年十二月廿四日   | 咸豐四年正月十三日     | 正黃旗滿洲           | 騎都尉                   | 鑲紅旗蒙古副都統                         | 副都統銜喀什噶爾辦事大臣               |                        |
| 郭什訥     | 咸豐四年正月十三日     | 咸豐七年五月十二日     | 正藍旗滿洲           |                          | 前鋒營前鋒參領兼健銳營左翼翼長           | 因病解任                               |                        |
| 宗室惟勤   | 咸豐四年正月十三日     | 咸豐四年正月廿二日     | 鑲藍旗滿洲           |                          | 原任熱河都統                             | 勒令休致                               | 署理，未到任           |
| 穆隆阿     | 咸豐四年正月廿二日     | 咸豐四年十一月廿三日   | 鑲黃旗滿洲           |                          | 散秩大臣                                 | 調署察哈爾都統                         | 署理                   |
| 劉鉦       | 咸豐四年十一月廿三日   |                        | 正紅旗漢軍           |                          | 鑲黃旗漢軍副都統                         | 升調鑲紅旗漢軍都統                     | 署理                   |
| 勝保       | 咸豐七年五月十二日     | 咸豐八年五月十四日     | 鑲白旗滿洲           |                          | 原任副都統銜伊犁領隊大臣                 | 升調鑲黃旗蒙古都統                     | 到任前，以哈福那署     |
| 玻崇武     | 咸豐八年五月十六日     | 咸豐十一年二月初七日   | 鑲藍旗滿洲           |                          | 外火器營翼長                             | 召京                                   |                        |
| 德興阿     | 咸豐十一年二月初七日   | 同治元年二月初十日     | 黑龍江駐防正黃旗滿洲 | 已革騎都尉               | 原任欽差大臣正白旗蒙古都統               | 調署正白旗漢軍副都統                   |                        |
| 連成       | 同治元年二月初十日     | 同治五年六月十八日     | 正黃旗滿洲           | 一等英誠公               | 左翼鐵匠局副都統                         | 升調杭州將軍                           |                        |
| 定安       | 同治五年六月廿日       | 同治七年正月十八日     | 正黃旗滿洲           |                          | 伯都訥副都統                             | 升調綏遠城將軍                         | 到任前以德勒克多爾濟署 |
| 德明       | 同治五年九月初十日     |                        |                      |                          | 正藍旗蒙古參領                           |                                        |                        |
| 景豐       | 同治七年正月十八日     | 光緒五年六月十七日     | 鑲黃旗滿洲           | 騎都尉兼一雲騎尉郡主額駙 | 鑾儀衛冠軍使                             | 升調察哈爾都統                         |                        |
| 濟祿       | 光緒五年六月十八日     | 光緒十年十二月十三日   | 正白旗滿洲           |                          | 原任杭州副都統                           | 盛京副都統                             |                        |
| 國俊       | 光緒十年十二月十三日   | 光緒廿年十月初二日     | 鑲黃旗漢軍           |                          | 正藍旗漢軍副都統                         | 升調西安將軍                           |                        |
| 玉和       | 光緒廿年八月廿八日     |                        | 正紅旗蒙古           |                          | 副都統銜密雲協領前鋒翼長                 |                                        | 暫署                   |
| 宗室謙光   | 光緒廿年十月初二日     | 光緒廿二年十一月十一日 | 正紅旗滿洲           | 二等輔國將軍             | 鑲黃旗護軍統領                           | 因事降三級調用，賞給三等侍衛乾清門侍衛 |                        |
| 蘇嚕岱     | 光緒廿二年十一月廿六日 | 光緒廿四年二月十四日   | 鑲藍旗蒙古           |                          | 正黃旗漢軍副都統                         | 鑲白旗漢軍副都統                       |                        |
| 信恪       | 光緒廿四年二月十四日   | 光緒廿六年十二月初五日 | 鑲黃旗滿洲           | 一等承恩侯               | 鑲白旗漢軍副都統                         | 升調江寧將軍                           |                        |
| 馬亮       | 光緒廿四年二月十四日   | 光緒廿七年七月十三日   | 正白旗漢軍抬入滿洲   |                          | 副都統銜署伊犁鎮總兵                     | 升調伊犁將軍                           |                        |
|            | 光緒廿七年七月十四日   | 光緒卅二年十一月廿日   | 鑲紅旗漢軍           |                          | 乍浦副都統                               | 卒於任                                 |                        |
| 德麟       | 光緒卅二年十一月廿六日 | 宣統元年十月廿日       | 吉林駐防鑲紅旗漢軍   |                          | 鑲黃旗漢軍副都統                         | 鑲黃旗漢軍副都統                       |                        |
| 豐陞阿     | 宣統元年十月廿日       | 宣統元年十二月廿四日   | 正白旗滿洲           |                          | 鑲黃旗漢軍副都統                         | 卒於任                                 |                        |
| 福海       | 宣統元年十二月廿四日   | 民國元年7月30日        | 正黃旗漢軍           |                          | 鑲藍旗蒙古副都統                         | 民國鑲白旗副都統                       |                        |
| 王揖唐     | 民國元年7月30日        | 民國二年1月28日        | 安徽合肥             |                          | 鑲藍旗蒙古副都統                         | 陸軍鑲白旗副都統                       |                        |
| 趙俊卿     | 民國二年1月28日        | 民國二年11月21日       |                      |                          | 吉林兵備處總辦                           | 陸軍第七十四混成旅旅長                 |                        |
| 熙鈺       | 民國三年5月9日         |                        | 正白旗蒙古           |                          | 青州副都統                               |                                        | 署理                   |
| 人員       | 任職                   | 卸任                   | 旗籍                 | 爵位                     | 接任前                                   | 卸任後                                 | 備註                   |